# Epigynum cochinchinensis
Epigynum cochinchinensis là một loài thực vật có hoa trong họ La bố ma. Loài này được (Pierre) Mabb. mô tả khoa học đầu tiên năm 1994.